# Wojciech Łużecki
Wojciech Łużecki herbu Lubicz (zm. przed 20 sierpnia 1649 roku) – sędzia drohicki od 1638 roku, pisarz drohicki w latach 1635-1638.
Poseł na sejm 1640 roku.